# Gabrielle Renaudot Flammarion
Julia-Gabrielle Renaudot, née à Meudon le 31 mai 1877 et morte à Juvisy-sur-Orge le 28 octobre 1962, est une astronome française, épouse de Camille Flammarion.

## Biographie
Julia-Gabrielle est la fille du sculpteur Jules Renaudot et de Maria Latini, peintre d'origine romaine et modèle de la Salomé peinte par Henri Regnault. Gabrielle descend du célèbre Théophraste Renaudot, qui fonda en 1631 le premier journal imprimé à Paris et dont le nom a inspiré celui du prix Renaudot.
Titulaire d'une licence, inscrite à la Société astronomique de France dès 1902, elle collabore à son bulletin à partir de 1910. Elle adhère à l'association des journalistes parisiens.
En 1914 elle s'engage volontairement dans l'armée comme infirmière. Elle est décorée de la médaille d'honneur des épidémies.
Elle épouse Camille Flammarion, dont elle était l'assistante à l'observatoire de Juvisy-sur-Orge, en 1919. Après la mort de celui-ci, en 1925, elle assume le double rôle de secrétaire générale de la Société astronomique de France et de rédactrice en chef de L'Astronomie.
Elle publie ses recherches sur les variations à la surface de Mars, sur la grande tache rouge de Jupiter et ses observations d'autres planètes, de planètes mineures et d'étoiles variables ainsi que des articles de vulgarisation scientifique dans L'Illustration, La Nature, La Revue scientifique, La Revue générale des Sciences et Les Dernières Nouvelles de Strasbourg.
Elle meurt le 28 octobre 1962 d'une longue maladie et est inhumée le 2 novembre 1962 dans le parc de l'observatoire de Juvisy, aux côtés de son époux Camille Flammarion et de la première femme de celui-ci, Sylvie Pétiaux.
Quelques années après sa mort, en 1973, l'Union astronomique internationale nomme un cratère d'impact sur Mars, Renaudot, en son honneur, et son prénom est à l'origine du nom de l'astéroïde (355) Gabriella

## Récompenses et honneurs
- 1948 - Prix d'Aumale de l'Académie des sciences[5]